# لورميتازيبام
لورميتازيبام (بالإنجليزية: Lormetazepam)‏ ويعرف بالأسماء التجارية نوكتاميد (بالإنجليزية: Noctamid)‏ وهو عقار قصير المفعول من فئة البنزوديازيبين. يستخدم لعلاج اضطرابات القلق المعتدلة والشديدة ونوبات الهلع، كما يستخدم كعلاج إضافي للقلق المرتبط بالاكتئاب المعتدل. يعتبر لورميتازيبام مهدئ ومنوم، ومضاد للتشنجات، كما يساعد على ارتخاء العضلات.
يسبب لورميتازيبام إدمانًا، حيث أن استخدامه لفترات طويلة أو الإفراط في تناوله قد يؤدي إلى الاعتماد الجسدي. في الولايات المتحدة الأمريكية، يدرج لورميتازيبام في الترتيب الرابع في المواد الخاضعة للرقابة بموجب قانون المواد الخاضعة للرقابة.

## الاستخدامات الطبية
لورميتازيبام هو البنزوديازيبين قصير المفعول  ويستخدم أحيانًا للمرضى الذين يجدون صعوبة في المحافظة على النوم أو في عملية النوم، في حالة الأرق المزمن، على أساس عرضي. تشمل الاستخدامات الطبية الأساسية للورميتازيبام ما يلي:
- اضطراب الهلع (الخوف الشديد)
- اضطراب عصابي
- اضطراب القلق (مرض نفسي)
- رهاب الخلاء (توتر)
- اضطراب القلق العام
- أرق (اضطراب في النوم)
- تعاطي المخدرات (إدمان)
- اضطراب الكرب (مرض نفسي)
- الصدمة النفسية

## الآثار الجانبية
علي الرغم من أن الآثار الجانبية لورميتازيبام غير خطيرة بصفة عامة، إلا أنه قد تظهر آثار جانبية في بعض المرضى كلما ازدادت الجرعة. وقد تختفي بعض الآثار الجانبية مع استمرار العلاج. 
- النشوة
- الخمول، الدوخة، الدوار، التعب، الاضطراب، خلل في التنسيق
- الطفح الجلدي، صعوبة في التنفس، الإمساك
- عدم التثبيط
- الأفكار الانتحارية (نادرة)
- احتباس البول (نادرة)
- هلوسة (نادرة)
- رنح (عدم انتظام الحركة)، بطء الكلام
- فقدان الذاكرة قصيرة المدى وضعف في وظائف الذاكرة
- فقدان الذاكرة ومشكلات قي التركيز
- تغير الرغبة الجنسية
- جفاف الفم (نادرة)
- زيادة في الشهية
- اليرقان (نادرة جدا)

## الأسماء التجارية
نوكتاميد، إرغوكالم، لوراميت، ديلاميت، سيدابين، ستيلاز ، نوكتون، برونوكتان، نوكتاميد، لوريتام، مينياس، ألدوسومنيل، نوكتوفر، ميتاتوب

## روابط خارجية
- لورميتازيبام - موقع إنشم